# Parafia Niepokalanego Serca Najświętszej Maryi Panny w Rowniu
Parafia Niepokalanego Serca Najświętszej Maryi Panny w Rowniu – parafia rzymskokatolicka w Żorach w dekanacie Żory w archidiecezji katowickiej.

## Historia
Pierwsze wzmianki historyczne o Rowniu odnaleźć można w Liber fundationis episcopatus vratislaviensis, sporządzonym w 1305 roku. Rowień, podobnie jak okoliczne wsie: nieistniejące już Nietysławice i Bobrowniki oraz Boguszowice, Rogoźna, Kłokocin, Rój, Jankowice i Gortatowice, uiszczały dziesięcinę według prawa polskiego. Spisy świętopietrza z XIV wieku podają, że Rowień przynależał do parafii św. Wawrzyńca w Boguszowicach. Administracyjnie była to parafia diecezji wrocławskiej. Wraz z 9 okolicznymi parafiami tworzyła od 1335 roku archiprezbiterat żorski, podległy pod archidiakonat opolski. Patronat nad tą parafią do 1810 roku sprawowali cystersi w Rudach. 
Początki parafii w Rowniu związane są z II poł. XX w. Do kościoła parafialnego w Boguszowicach miejscowa ludność miała do pokonania około 4 km. Sporadycznie w latach 50. zaczęto w Rowniu odprawiać msze święte w przydrożnej kaplicy pw. Wniebowzięcia NMP. Liczba ludności szybko wzrastała, toteż ks. Edward Tobola, proboszcz boguszowicki, postanowił wybudować drewnianą kaplicę pw. Niepokalanego Serca N.M.P. Poświęcił ją 8 grudnia 1957 roku. 1 września 1964 roku stałe duszpasterstwo powierzono ks. Antoniemu Masarczykowi, dotychczasowemu wikaremu z Boguszowic. 3 września 1968 roku bp H. Bednorz ustanowił ks. Masarczyka rektorem w Rowniu. Rok później zaczęto prowadzić księgi metrykalne. W wyniku podziału dotychczasowego dekanatu żorskiego w 1979 roku stacja duszpasterska w Rowniu, podległa parafii w Boguszowicach, weszła w skład dekanatu boguszowickiego. 
Dekretem z 6 marca 1981 roku z parafii św. Filipa i Jakuba w Żorach oraz z parafii Najświętszego Serca Pana Jezusa w Boguszowicach utworzono samodzielną parafię Niepokalanego Serca Najświętszej Maryi Panny. Swym zasięgiem objęła Rowień i Folwarki. Należała do dekanatu boguszowickiego. Jej proboszczem został dotychczasowy Rektor, ks. A. Masarczyk, który jeszcze przed ogłoszeniem dekretu, złożył wniosek w kurii o budowę nowego kościoła. Ks. biskup Damian Zimoń wydał pozwolenie w 1986 roku. W międzyczasie rozpoczęto budowę probostwa oraz salek katechetycznych, a w 1983 roku papież Jan Paweł II poświęcił kamień węgielny pod budowę kościoła i probostwa. W 1989 roku zatwierdzono decyzję o budowie kościoła projektu inżynierów Antoniego Pietrasa i Piotra Mireckiego. Miejscem jego budowy była parcela, gdzie stał tymczasowy kościół. Pierwsze prace budowlane zaczęły się 13 marca 1989 roku. W 1998 roku parafię przeniesiono do dekanatu żorskiego. Pod koniec tego roku zaczęto odprawiać msze święte w nowym kościele. Jego konsekracja nastąpiła 19 czerwca 1999 roku. W sierpniu 1999 roku proboszczem parafii został ks. Jan Waliczek, który podjął się trudu dokończenia budowy i wyposażenia kościoła.

## Proboszczowie
- Ks. Antoni Masarczyk: 1981 - 1999
- Ks. Jan Waliczek: 1999 - 2018
- Ks. Andrzej Szostek: 2018 - nadal